# Vasile Gherasim
Vasile Gherasim (n. 27 ianuarie 1950, Moinești⁠(d), Bacău, România – d. 7 noiembrie 2020, București, România) a fost un licențiat în drept, doctor în sociologie urbană, politician român, fost primar în sectorul 1, București între 2000-2004 din partea PSD și deputat în Parlamentul României în mandatul 2008-2012 din partea PDL.

## Distincții
- Ordinul „Serviciul Credincios” în grad de „Cavaler” acordat de Președintele României în 2005

## Vezi și
- Lista primarilor sectoarelor bucureștene aleși după 1989